# Ourouër
Ourouër is een gemeente in het Franse departement Nièvre (regio Bourgogne-Franche-Comté) en telt 347 inwoners (2009). De plaats maakt deel uit van het arrondissement Nevers. Ourouër is op 1 januari 2017 gefuseerd met de gemeente Balleray tot de gemeente Vaux d'Amognes. 

## Geografie
De oppervlakte van Ourouër bedraagt 21,6 km², de bevolkingsdichtheid is 15,9 inwoners per km².
De onderstaande kaart toont de ligging van Ourouër met de belangrijkste infrastructuur en aangrenzende gemeenten.

## Demografie
Onderstaande figuur toont het verloop van het inwonertal (bron: INSEE-tellingen).